# أندري ميكايل
أندري ميكايل (مواليد 4 فبراير 1989 في غيمارايش) هو لاعب كرة قدم برتغالي يجيد اللعب كمدافع .

## وصلات خارجية
- أندري ميكايل على موقع إي إس بي إن إف سي (الإنجليزية)
- أندري ميكايل على موقع قاعدة بيانات كرة القدم.إي يو (الإنجليزية)
- أندري ميكايل على موقع Soccerway.com (الإنجليزية)
- أندري ميكايل على موقع عالم كرة القدم.نت (الإنجليزية)
- أندري ميكايل على موقع AS.com (الإسبانية)